# Psicofarmacologia
La psicofarmacologia è un settore scientifico che studia l'effetto dei farmaci sul comportamento e sulle funzioni psichiche superiori. Essa permette di creare nuovi farmaci utili in vari disturbi psichiatrici, sia nella cura dei sintomi che nel trattamento delle cause dei disturbi stessi, in particolare per quanto riguarda le disfunzioni dei neurotrasmettori.

## Descrizione
Studia quindi, in generale le sostanze psicoattive che producono una serie di alterazioni sulla biochimica del sistema nervoso stesso e sul comportamento.
Fra le sostanze psicoattive non si intendono soltanto i composti farmaceutici reperibili in farmacia, ma qualsiasi composto chimico, naturale o artificiale, prodotto che eserciti delle influenze sul cervello, come ad esempio, ma non solo i composti che si usano in ambito terapeutico per curare i sintomi di una malattia, come anche di sostanze che molti usano privatamente come la cocaina, l'eroina o la caffeina.
Una definizione diffusa negli studi di settore di “sostanza psicoattiva” può coincidere con la seguente “composto chimico esogeno, non necessario per il normale funzionamento cellulare, che altera significativamente le funzioni di alcune cellule del corpo quando assunto con un dosaggio relativamente basso” (Carlson, pag. 99).
Il farmaco o la sostanza esogena agiscono su quelle sostanze endogene già presenti nella neurochimica del cervello, ossia i neurotrasmettitori, i neuromodulatori e gli ormoni e possiedono specifici effetti e siti d'azione.
Gli effetti dei farmaci sono i cambiamenti osservabili a livello delle funzioni fisiologiche (e nel caso della psicofarmacologia, anche psicologiche/comportamentali) nell'uomo.
I siti d'azione, invece, sono i punti specifici laddove le molecole dei farmaci o delle sostanze esogene, una volta assorbite dal flusso ematico, interagiscono con le molecole sulla superficie o all'interno delle cellule del corpo, influenzandone i processi biochimici.

## Principi della psicofarmacologia

### Farmacocinetica
Per essere efficace il farmaco deve poter raggiungere i suoi siti d'azione, attraverso la circolazione sanguigna che è l'unica via che permette alle molecole del farmaco di diffondersi nell'organismo.
Attraverso i processi di assorbimento, il farmaco lascia la circolazione ed entra in contatto con le molecole con le quali è chiamato a interagire.
Per i farmaci e le sostanze psicoattive, le rispettive molecole dovranno entrare in contatto con le cellule del sistema nervoso centrale, seppur gli stessi farmaci psicoattivi esercitino i loro effetto anche a livello del sistema nervoso periferico.
Il passaggio dei farmaci alle cellule è filtrato e limitato da molte barriere: alcune molecole vi passano con maggiore facilità rispetto ad altre e una volta che sono entrate nel corpo vengono poi metabolizzate, scisse da enzimi, e quindi eliminate dai reni e dal fegato attraverso le urine.
Per effetto di ciò, le molecole dei farmaci e delle sostanze scompaiono o sono trasformate in sostanze inattive.
L'insieme dei processi con i quali i farmaci o le sostanze vengono assorbiti, distribuiti nell'organismo, metabolizzati ed escreti si dice farmacocinetica (“movimento dei farmaci”); invece per farmacodinamica intendiamo lo studio delle interazioni farmaco-recettore.
La farmacocinetica descrive l'andamento temporale delle azioni di un particolare farmaco, il tempo della comparsa dei suoi effetti e la durata degli stessi.
Di solito ci si riferisce semplicemente a quanto tempo impiega per raggiungere il massimo della concentrazione nel sito bersaglio e quanto tempo invece per scendere di concentrazione per potere poi essere eliminato.

### Assorbimento del farmaco
Tutti i farmaci che non vengono somministrati per via endovenosa (che come vedremo giungono direttamente ai tessuti), richiedono un po' di tempo prima che giungano al torrente circolatorio per potere quindi raggiungere le cellule e i siti bersaglio.
Per somministrare qualsiasi farmaco occorrono:
a)	una via di somministrazione,
b)	una dose,
c)	una forma farmaceutica (es. liquido, compresse, capsule, pillole ecc.), che facciano arrivare il farmaco al suo sito d'azione in una concentrazione farmacologicamente efficace, e che mantengano tale concentrazione per un periodo adeguato di tempo.

### Tipi di somministrazione
Vi sono varie modalità con le quali i farmaci e le sostanze possono essere introdotte nel corpo.
Generalmente, mediante una di queste cinque modalità:
- orale
- intrarettale
- parenterale (per iniezione)
- per inalazione
- per via trasmucosa

Somministrazione orale.
La somministrazione orale, è la forma più comune di somministrazione di farmaci a esseri umani, e consente l'introduzione di liquidi o pillole, presi per bocca e deglutiti.
Affinché siano efficaci, i farmaci introdotti in questa modalità devono essere solubili e non alterabili dal succo gastrico, passare nell'intestino, attraversare la mucosa intestinale e passare nel torrente circolatorio.
Per il fatto di essere già in soluzione, i farmaci e le sostanze liquide (come ad esempio l'alcol) vengono assorbiti più rapidamente delle capsule o delle compresse.
Dopo essersi disciolto nello stomaco, il farmaco passa nella mucosa dello stomaco e nell'intestino e poi viene assorbito nel torrente circolatorio.
I farmaci possono essere di due tipi: idrosolubili (in forma ionizzata ed elettricamente carica) e liposolubili (in forma non ionizzata e quindi non carica): quelli idrosolubili non passano facilmente le membrane lipidiche, a differenza invece di quelli liposolubili che sono capaci di permeare liberamente la membrana.
Alcuni composti chimici non possono essere introdotti con questa via, perché alcuni possono portare al vomito e altri verrebbero distrutti velocemente dagli acidi dello stomaco o dagli enzimi digestivi: ad esempio l'insulina, un peptide, o gli anestetici locali, devono essere iniettati, perché verrebbero distrutti dall'acidità dello stomaco.
Circa il 75% dei farmaci introdotti per via orale vengono assorbiti nel giro di 1-3 ore.
Somministrazione intrarettale.
La somministrazione intrarettale, seppur attualmente meno praticata rispetto a molti anni fa, in genere è utilizzata per somministrare dei farmaci potenzialmente gastrolesivi.
Le vene rettali per 2/3 affluiscono in vena cava inferiore, evitando la circolazione portale, dunque i farmaci somministrati per via intrarettale subiscono in misura minore il metabolismo di primo passaggio.
Somministrazione parenterale (iniezione).
Una modalità abbastanza diffusa è l'iniezione, soprattutto per gli animali da laboratorio: il farmaco viene dissolto in un liquido e iniettato attraverso un ago ipodermico.
La via più veloce è l'iniezione endovenosa, direttamente nella vena, che permette al farmaco di entrare direttamente nella circolazione sanguigna, raggiungendo il cervello in pochi secondi.
Un'altra via è l'iniezione intraperitoneale, attraverso la cavità peritoneale, lo spazio che circonda l'addome da stomaco, intestini e fegato.
Ancora, l'iniezione intramuscolare, praticata direttamente in un muscolo grande (braccio superiore, quadricipite o natiche), dove il farmaco viene assorbito nella circolazione sanguigna attraverso i capillari del muscolo, ed è molto indicata se si desidera un assorbimento molto lento.
Con questa modalità, il farmaco può essere combinato con un'altra sostanza, come l'epinefrina, che restringe i vasi sanguigni e rallenta il flusso sanguigno attraverso il muscolo.
Infine, l'iniezione sottocutanea, che è adatta a somministrazioni di ridotte quantità di farmaci, come quelli liposolubili, disciolti in olio vegetale, per cui l'assorbimento del farmaco avverrà molto lentamente, poiché lentamente le molecole dei farmaci potranno lasciare il veicolo d'olio, impiegando per questo molti giorni.
Se lo scopo desiderato è un assorbimento prolungato ed estremamente lento, il farmaco può essere somministrato sotto forma di pasticche o incapsulato in una gomma di sale di silicone e impiantato sotto la pelle.
Somministrazione per inalazione.
La somministrazione intrapolmonare permette l'inalazione del farmaco o della sostanza: per esempio, per la nicotina, la base libera della cocaina e la marijuana, che vengono solitamente fumate.
Altri farmaci, vengono inalati sotto forma di vapore per la cura di malattie polmonari. I polmoni rappresentano, inoltre, una via molto rapida per il cervello, infatti attraverso gli alveoli polmonari, l'ossigeno e le altre sostanze presenti, entrano immediatamente in circolo sanguigno e raggiungono immediatamente il cervello.
Somministrazione per via trasmucosa.
Vi è poi la somministrazione cutanea, per gli steroidi naturali o artificiali, che vengono assorbiti dalla pelle: è il caso dei cerotti per limitare la dipendenza da fumo.
Anche farmaci introdotti attraverso la mucosa nasale (come la cocaina), raggiungono rapidamente il cervello.
Esiste infine una modalità che permette l'assorbimento del farmaco direttamente nel cervello.
Poiché la barriera ematoencefalica impedisce a molti composti di lasciare i capillari ed entrare nel cervello, gli stessi possono essere iniettati direttamente nell'organo encefalico o nel liquor cerebrospinale del sistema ventricolare cerebrale.
Come tipi di somministrazione, esiste quella intracranica, anche detta somministrazione intracerebroventricolare, iniettando il farmaco direttamente nel sistema ventricolare, in uno dei ventricoli cerebrali
La somministrazione sottolinguale, permette, invece, l'assorbimento di alcuni farmaci sciogliendoli sotto la lingua, poiché i capillari della mucosa che riveste la bocca permettono al farmaco di venire assorbito e immesso nella circolazione sanguigna.
Un esempio è la nitroglicerina, che provoca dilatazione dei vasi sanguigni ed è assunta per via sottolinguale, per risolvere le ostruzioni delle arterie coronarie da angina pectoris.

## Siti d'azione dei farmaci
L'uomo, in maniera del tutto casuale, ha scoperto le proprietà curative di molte piante che trovava in natura.
Con il progredire della scienza e della ricerca, gli scienziati hanno iniziato a produrre farmaci artificiali, combinando composti chimici e producendo effetti molto maggiori di quelli delle piante naturali.
La maggior parte dei farmaci psicoattivi producono effetti sul comportamento attraverso la trasmissione sinaptica.
Una prima classificazione dei suddetti farmaci è quella secondo la quale esistono i farmaci che bloccano o inibiscono gli effetti post-sinaptici di un farmaco (altresì detti “antagonisti”) e quelli che invece li facilitano (detti “agonisti”).
I neurotrasmettitori giocano qui un ruolo fondamentale: questi vengono sintetizzati e immagazzinati nelle vescicole sinaptiche, che viaggiano verso la membrana pre-sinaptica e qui, attraverso l'apertura dei canali voltaggio-dipendenti del calcio, che si aprono permettendo l'entrata degli ioni calcio, si legano agli stessi ioni.
Interagendo con gli ioni calcio, i neurotrasmettitori vengono rilasciati nella fessura sinaptica, dove si andranno a legare con i recettori post-sinaptici, causando l'apertura di particolari canali ionici, i quali producono potenziali post-sinaptici eccitatori o inibitori.
A causa della ricaptazione del neurotrasmettitore da parte delle molecole trasportatrici nella membrana pre-sinaptica o della sua distruzione da parte degli enzimi, gli effetti del neurotrasmettitore sono brevi.

### Effetti sulla produzione di neurotrasmettitori
Il neurotrasmettitore viene sintetizzato partendo dai suoi precursori.
In alcuni casi, la frequenza di sintesi e di rilascio viene aumentata grazie alla somministrazione di un precursore.
Ad esempio, nella cura del morbo di Parkinson, dove vi è una riduzione di dopamina nei gangli della base, si somministra L-dopa, che è il precursore della dopamina, che aumenta la produzione del neurotrasmettitore.
Il precursore stesso funge quindi da agonista.
La sintesi dei neurotrasmettitori è regolata da alcuni enzimi: se un farmaco interviene e blocca tali enzimi, impedirà al neurotrasmettitore di essere prodotto.
Il farmaco, in questo caso, agirà come antagonista.
Le molecole trasportatrici permettono l'immagazzinamento del neurotrasmettitore nelle vescicole e sono anche responsabili della ricaptazione del neurotrasmettitore nel bottone sinaptico.
Un farmaco può bloccare le molecole trasportatrici che riempiono le vescicole, lasciandole vuote. Anche questo farmaco agisce come antagonista.
In definitiva, esistono farmaci che agiscono come agonisti e altri come antagonisti del neurotrasmettitore, rispettivamente favorendone o impedendone il rilascio.
Vediamo in dettaglio:
Esempi di meccanismi di farmaci agonisti.
- Farmaci che fungono da precursore di un neurotrasmettitore desiderato (es., L-dopa, precursore, è agonista della dopamina);
- Farmaci che agiscono legandosi alle proteine che permettono alle vescicole di fondersi con la membrana pre-sinaptica ed espellere direttamente il loro contenuto nella fessura sinaptica (es., “veleno del ragno vedova nera” è agonista dell'acetilcolina);
- Farmaci che si legano con un recettore attivandolo e mimano gli effetti di un dato neurotrasmettitore con i suoi recettori (detto anche “agonista diretto”): si lega al sito di legame al quale si lega normalmente il neurotrasmettitore, facendo sì che i canali ionici controllati dal neurotrasmettitore si aprano proprio come se il neurotrasmettitore fosse presente, così da provocare potenziali post sinaptici (es. nicotina è agonista dell'acetilcolina);
- Farmaci che agiscono sugli autorecettori che, se stimolati, causano una diminuzione nel rilascio di neurotrasmettitore. I farmaci agonisti bloccano la stimolazione degli autorecettori pre-sinaptici, così da impedire che questi limitino il rilascio di neurotrasmettitore, e ciò favorisce la sintesi e il rilascio dello stesso (es. clonidina è agonista della nerepinefrina);
- Farmaci che bloccano la ricaptazione di un neurotrasmettitore (es. cocaina è agonista della dopamina);
- Farmaci che inattivano l'acetilcolinesterasi (es. fisiostigmina è agonista dell'acetilcolina).

Esempi di meccanismi di farmaci antagonisti.
- Farmaci che inattivano l'enzima di sintesi del neurotrasmettitore; in questo modo la sintesi dello stesso viene inibita (es. PCPA è antagonista della serotonina);
- Farmaci che impediscono l'immagazzinamento si neurotrasmettitore nelle vescicole (es. reserpina è antagonista della monoamina);
- Farmaci che inibiscono il rilascio di neurotrasmettitore (es. tossina botulinica è antagonista dell'acetilcolina);
- Farmaci che si legano con i recettori post-sinaptici bloccandoli. Le molecole di tali farmaci si legano con i recettori post-sinaptici, ma non li attivano poiché non aprono i canali ionici e occupando il sito di legame del recettore impediscono al neurotrasmettitore ligando naturale di aprirli. Sono detti anche “bloccanti del recettore” o “antagonisti diretti” (es. curaro, atropina sono antagonisti dell'acetilcolina);
- Farmaci che agiscono sugli autorecettori che, se stimolati, causano una diminuzione nel rilascio di neurotrasmettitore. I farmaci antagonisti stimolano e attivano selettivamente gli autorecettori pre-sinaptici, favorendoli nel loro compito di limitazione del rilascio di un neurotrasmettitore (es. apomorfina è antagonista della dopamina).

Alcuni recettori hanno siti di legame multipli, ai quali si legano ligandi diversi. Le molecole di neurotrasmettitore si legano con un sito e altre sostanze (come i neuromodulatori e vari farmaci) si legano ad altri.
Il legame di un farmaco con un sito alternativo a un recettore (ad esempio su un altro recettore), se non interferisce con il sito di legame sul recettore per il ligando naturale, si dice “antagonista indiretto”; ma se al contrario il farmaco interferisce con qualcuno di questi siti alternativi dal recettore, impedendo il legame del ligando naturale nel sito di legame a causa di una modificazione conformazionale (farmaco si lega su un sito detto "allosterico") allora si dirà “antagonista non competitivo”.
Gli effetti dell'antagonista indiretto sono simili a quelli dell'antagonista diretto, con l'eccezione che cambia il suo sito d'azione; allo stesso modo, se un farmaco che si attacca ad uno dei siti alternativi facilitandone l'apertura del canale ionico si dirà “agonista indiretto”, e anche in questo caso, i suoi effetti saranno simili a quelli dell'agonista diretto, ma diversi saranno i loro siti di azione.